# Stuttgarter Kickers
Stuttgarter Kickers – niemiecki klub piłkarski z siedzibą w Stuttgarcie. Obecnie rozgrywa swoje spotkania na Gazi-Stadion auf der Waldau.

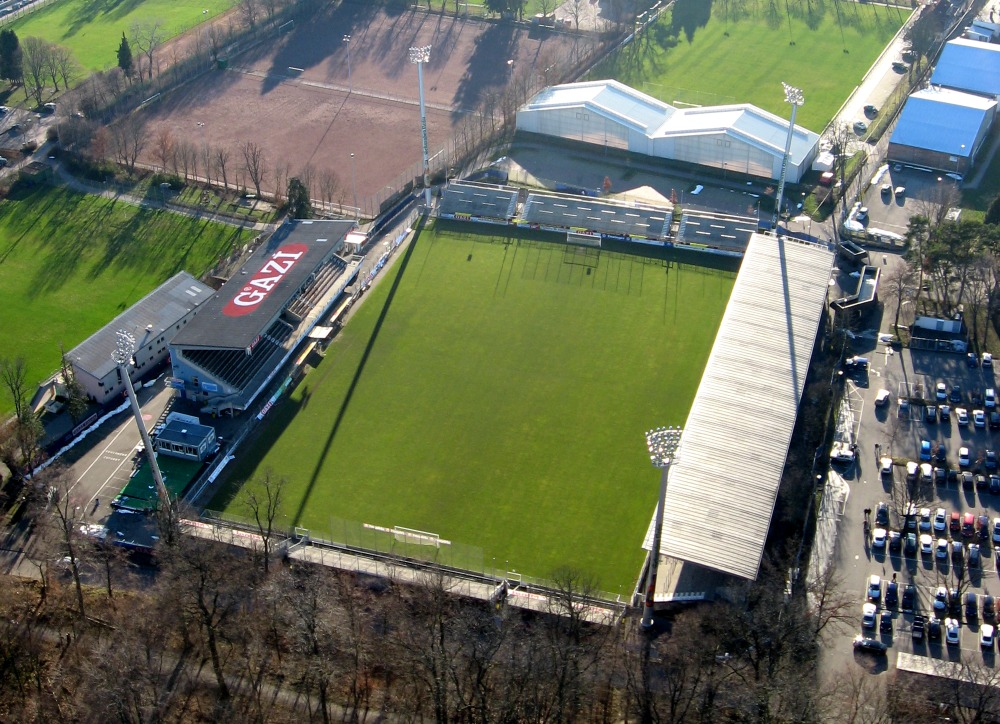
Widok na stadion drużyny

## Historia
Klub został założony 21 września 1899. We wczesnych latach istnienia grał w Bezirksliga Württemberg. Podczas trwania III Rzeszy zespół znalazł się w Gauliga Württemberg. W ostatnich latach wojny Kickers połączył się z Sportfreunde Stuttgart.
W czasach powojennych Stuttgarter Kickers grał w Oberliga. Gdy w 1963 została utworzona Bundesliga Kickers zostało przesunięte do Regionalliga. W 1974 pojawiła się 2. Bundesliga i tam właśnie udała się drużyna. Zespół ze Stuttgartu radził tam sobie ze zmiennym szczęściem, ale w ostatecznym rozrachunku ustabilizował w górnej połowie tabeli. W 1987 zespół doszedł do finału Pucharu Niemiec. W sezonie 1988/1989 awansował do Bundesligi. W sezonie 1991/1992 Die Blauen spadło do zaplecza Bundesligi. Obecnie występuje w Regionalliga.

## Historia herbu

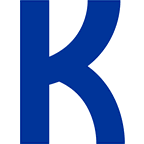
1909-1920
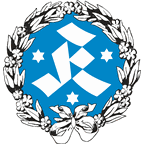
1920-1924
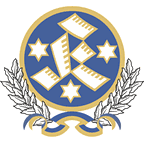
1924-1931
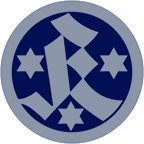
1931-1945
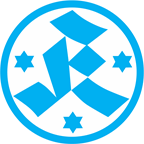
Od 1998

## Sukcesy
- Mistrzostwo Oberligi: 1951, 1959
- Mistrzostwo 2. Bundesligi: 1988
- Mistrzostwo Regionalligi: 1995
- Finał Pucharu Niemiec: 1987
- Półfinał Pucharu Niemiec: 2000

## Zawodnicy

### Kadra 2023/24
| Nr | Poz. | Piłkarz                                        |
| -- | ---- | ---------------------------------------------- |
| 1  | BR   | Felix Dornebusch                               |
| 3  | OB   | David Kammerbauer                              |
| 4  | OB   | Mathis Bruns (on loan from 1. FC Union Berlin) |
| 5  | OB   | Marcel Schmidts                                |
| 6  | OB   | Melvin Ramusović                               |
| 7  | NA   | Loris Maier                                    |
| 8  | PO   | Luigi Campagna                                 |
| 9  | PO   | Sinan Tekerci                                  |
| 10 | NA   | Kevin Dicklhuber                               |
| 11 | OB   | Marian Riedinger                               |
| 13 | PO   | Jonas Kohler                                   |
| 15 | PO   | Nico Blank                                     |
| 16 | BR   | Maximilian Otto                                |
| 17 | NA   | Konrad Riehle                                  |
| 18 | OB   | Niklas Kolbe                                   |

| Nr | Poz. | Piłkarz                |
| -- | ---- | ---------------------- |
| 19 | OB   | Cedric Guarino         |
| 20 | PO   | Leon Maier             |
| 21 | BR   | Ramon Castellucci      |
| 22 | NA   | David Braig            |
| 23 | PO   | Marko Pilic            |
| 25 | OB   | Paul Polauke           |
| 27 | NA   | Daniel Kalajdžić       |
| 28 | PO   | Lukas Kiefer           |
| 29 | NA   | David Stojak           |
| 33 | NA   | Niklas Antlitz         |
| 34 | NA   | Halim Eroglu           |
| 35 | BR   | Léon Neaimé            |
| 37 | NA   | Flamur Berisha         |
| 38 | PO   | Christian Mauersberger |